# 寡突膠質細胞

寡突膠質細胞作用模式圖

寡突膠質細胞（Oligodendrocyte），也称少突胶质细胞是一種神經膠質細胞，最早由西班牙醫學家皮奥·戴尔·里奥·霍尔特加於1921年報導。寡突膠質細胞的主要功能是在中樞神經系統中，爲神經元的軸突提供保護和支持。寡突膠質細胞的細胞質突起部會與軸突結合，並將之包裹，同時可分泌髓磷脂，形成保護軸突的髓鞘（myelin sheath）結構，其功能與外周神經系統的施旺細胞相似。根據統計，一個寡突膠質細胞大約可以和50個軸突結合。從發育上說，寡突膠質細胞分化自寡突膠質細胞祖細胞（Oligodendrocyte progenitor cell），在人胚胎發育中是中樞神經細胞中最晚出現的一種細胞。